# Lama-Bou
 (mars 2015).
 (juillet 2018).
Si vous disposez d'ouvrages ou d'articles de référence ou si vous connaissez des sites web de qualité traitant du thème abordé ici, merci de compléter l'article en donnant les références utiles à sa vérifiabilité et en les liant à la section « Notes et références ».
Lama-Bou est un village de la préfecture de Kozah, situé dans la région de la Kara au Togo.

## Présentation
Lama-Bou est un des quatorze villages composant le Canton de Lama qui est une entité de la préfecture de Kozah. Ce village est situé au sommet des monts Kabyè qui surplombent la ville de Kara, elle-même située à 410 km au nord de Lomé, la capitale du Togo. Il y a environ 1 500 habitants et la langue parlée est le kabyè. Lama-Bou a signé un protocole d'amitié avec La Chapelle-Chaussée (France).

## Caractères physiques
Le village de Lama-Bou présente un relief montagneux avec quelques rares plaines, une végétation de savane arborée et un sol rocailleux.
Le climat y est relativement doux mais peut être élevé par moments. En saison chaude (mars-avril) la température peut varier entre 30 et 35 °C. En temps normal, elle tourne autour de 20 °C.

## Activités économiques
Les principales activités économiques de la population de Lama-Bou sont l'agriculture, le petit élevage, l'artisanat et le petit commerce. Cette localité abrite aussi une population exécutant d'activité d'ordre secondaire.(préparation de boisson locale « Tchoukoudou », d'huile rouge, d'huile d'arachide, etc.). L'agriculture occupe presque la totalité des habitants de ce village par la technique typique de culture en terrasse.